# ゼニス (時計)

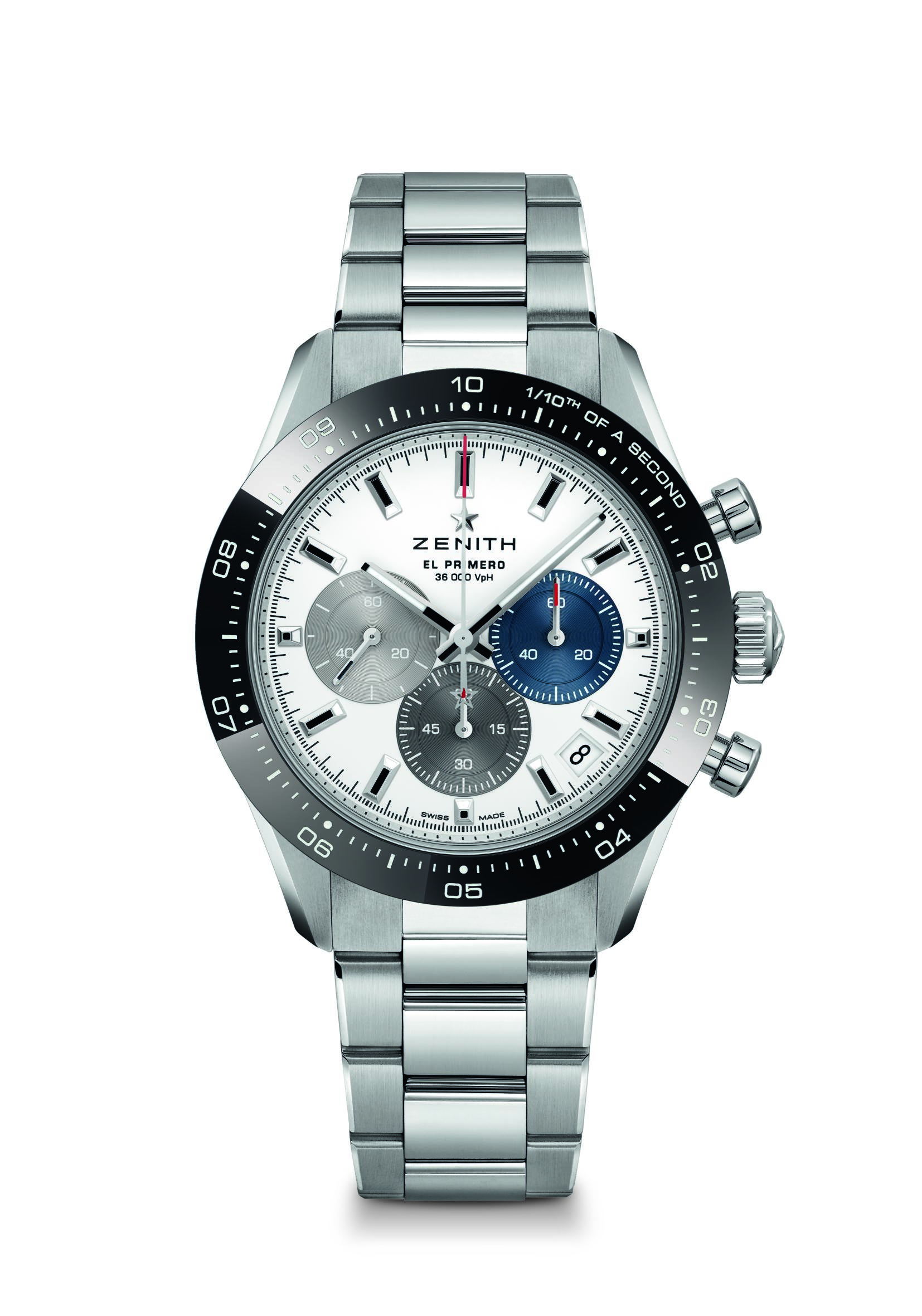
ゼニス クロノマスター スポーツ、エル・プリメロ3600搭載。

ゼニス（Zenith S.A.）は、1865年創業のスイスの時計ブランドである。時計の内部機構（ムーブメント）を含めて、一連の工程を自社で一貫製造できる会社（マニュファクチュール）の一つで、自社製ムーブメントを搭載したエル・プリメロ（El Primero）、キャプテン（Captain）、エリート（Elite）、デファイ（Defy）、パイロット（Pilot）が広く知られている。

## 沿革
1865年、ジョルジュ・ファーヴル＝ジャコ（Georges Favre-Jacot）がル・ロックルに時計工場を設立する。当初の社名は"Manufacture de montres"であったが、1900年の万博に新型懐中時計用ムーブメント「ゼニス」を出品し金賞を得、1911年会社名を"Fabriques des Montres Zenith SA"に変更している。パイロット用の時計にも創設直後から注目しており、1888年にフランス語の「Pilote」、1904年には英語の「Pilot」の名称を商標登録しているため、時計の文字盤に「Pilot」を冠する唯一のメーカーでもある。
日本では昭和初期、国鉄に懐中時計が正式採用され、「ゼニット」として親しまれた。1940年代にはクロノメーター級の高精度を誇る腕時計用のキャリバー135など、傑作ムーブメントを開発している。1960年にはクロノグラフムーブメント製造メーカーのマーテル（MARTEL WATCH CO.）を買収した。
1969年に自動巻きクロノグラフ、エル・プリメロを発表するが、クォーツショックにより経営危機に陥り、アメリカ企業であるアメリカン・ゼニス・ラジオ（American Zenith Radio）に買収され、一時は機械式時計の製造を停止し、図面や金型の破棄までもが命じられた。しかし、当時の技術者であったシャルル・ベルモ（Charles Vermot）は、命令に反して実際には破棄せず、図面や金型を靴箱にしまった上、工場の屋根裏に隠した。1978年にスイスの金融投資グループであるディキシー（Dixi）に再び買収されてスイス資本に復帰し、機械式時計の製造を復活させた。その後はエル・プリメロとエリートを搭載する時計を主力商品としてきたが、スイス時計業界の再編・グループ化の波の中で、1999年にはLVMHに買収されて傘下に入った。
2010年、エル・プリメロを破却の危機から救った前述のシャルル・ベルモの偉業を称え、世界限定1975本の記念モデル「エル・プリメロ36000VpH・シャルル・ベルモ・トリビュート」（El Primero 36000VpH Charles Vermot Tribute）を発売した。

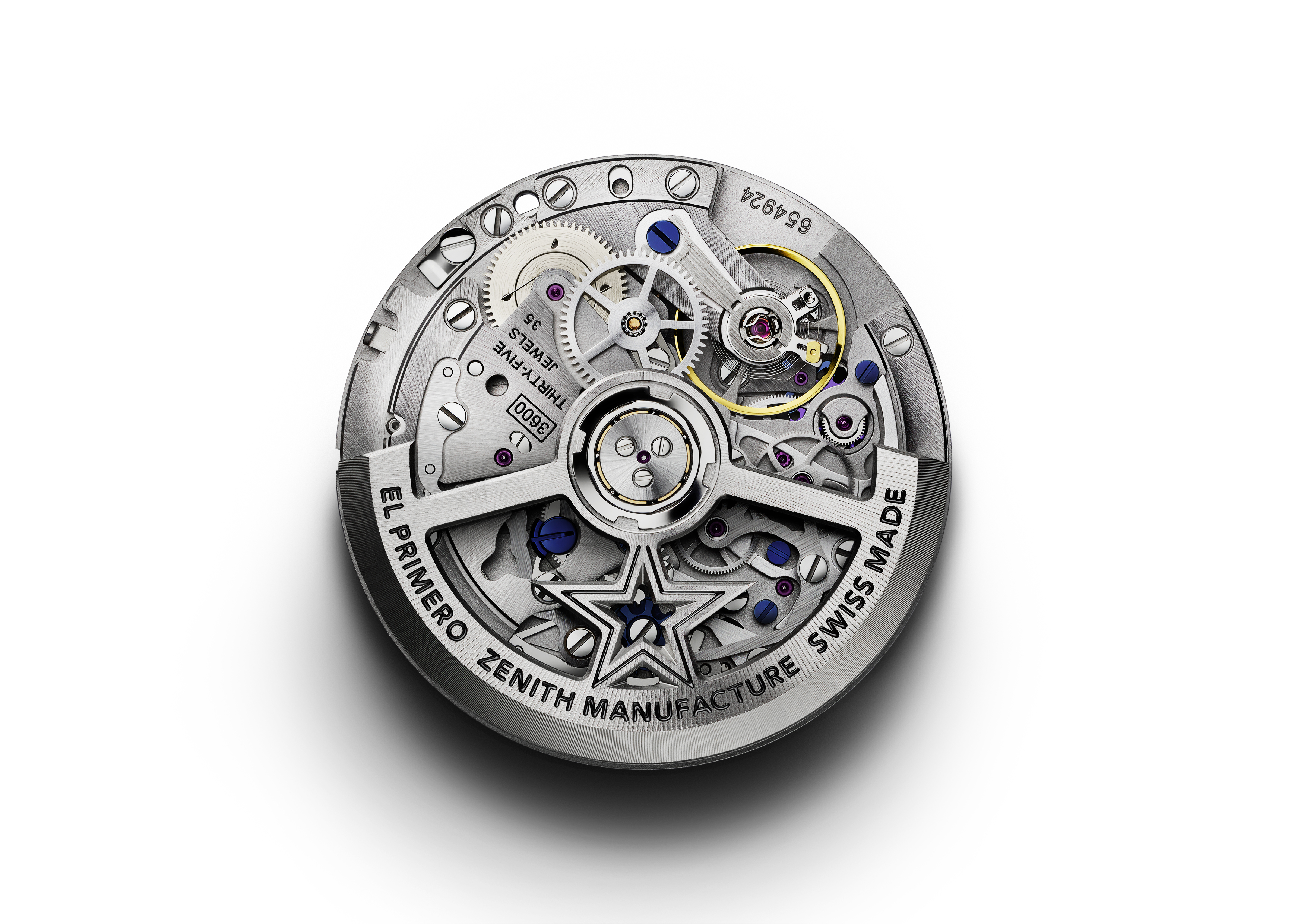
ゼニス、クロノマスター スポーツ、エル・プリメロ3600ムーブメント

## エル・プリメロ
スペイン語で「No.1」を意味するエル・プリメロ（El Primero、英語ではThe First）は、36000振動/時のハイビート設計ムーブメントを採用した自動巻クロノグラフであり、1969年にゼニスとモバードが共同で開発した「Cal.3019 PHC」を搭載したのが出発点である。ただし、同年にはブライトリング、ホイヤー・レオニダス（現タグ・ホイヤー）、ハミルトン・ビューレン、デュボア・デプラが4社共同で開発した「Cal.11」や、諏訪精工舎（現セイコー）が開発した「Cal.6139」が発表されており、自動巻のクロノグラフとしては、これらとともに草創期の製品といえる。
エル・プリメロを搭載した時計は、振動数のより少ない時計よりも歩度調整により高い精度に調整できる上、1/10秒を計測できるなどの特徴があり、現在でもゼニスの主力商品となっている。
なお、エル・プリメロは1988年からロレックスにも供給されており、デイトナ用の自社ムーブメントを開発する2000年まで続いた。
Cal.3019はクォーツショック後の製造再開時にCal.400とその派生機であるCal.4000へと改良された。
Cal.400は開発当初のムーブメントに近く、主力モデルである36000 VpHに搭載されており、一部にはクロノメーター認定を受けているものもある。
Cal.4021と4061はオープン仕様向けのムーブメントであり、テンプ周りの地板がくり貫かれ、テンプの運動を腕にはめた状態でも眺めて楽しめる。クロノマスター1969とクロノマスター・パワーリザーブに搭載される。
Cal.4050系列はクロノグラフ針が1周して10秒を表示する機構（通常モデルは60秒で1周する）になっており、限定モデルのストライキング10thやストラトス・フライバックに搭載される。
ほかにはワールドタイム機能を搭載したものや、トゥールビヨン、永久カレンダーなどの複雑機構を搭載したものもある。また、2012年にはクロノグラフ機構を廃したCal.4650とそれを搭載したハイビート3針モデル「エル・プリメロ・エスパーダ」が発表された。

## エリート
1994年に開発された自動巻ムーブメント。エル・プリメロをベースに、クロノグラフ機構を省略されて再設計された。基本となる機能はセンター2針+スモールセコンドであり、通常9時位置にスモールセコンドが配置されるのはエル・プリメロの名残である。テンプの振動数も28800振動/時にデチューンされているが、クロノグラフ機構もないことと併せ信頼性は高い。秒針をセンターセコンドに改めたタイプやパワーリザーブ表示やGMT表示などのセミコンプリケーション機能が付加されたバリエーションもある。現行ではクラスやデファイの非クロノグラフ仕様に搭載される。